# Tord Lien
Tord André Lien, född 10 september 1975 i Øksnes, är en norsk politiker för Fremskrittspartiet. Han var olje- och energiminister i Regeringen Solberg från 16 oktober 2013 till 20 december 2016. Han var ledamot av Stortinget för Sør-Trøndelag 2005–2013.